# Сава Кононович
Са́ва Кононо́вич  (пол. Sawa Kononowicz; ? — жовтень 1637) — реєстровий козацький отаман і військовик Речі Посполитої, полковник переяславський (? — травень 1637), старший (в польських актах його іменують гетьманом) реєстрового Війська Запорозького (травень —  жовтень 1637).

## Біографія
Походження Сави Кононовича невідоме. В листах 1637 року ватажка повсталих Павла Бута (Павлюка) до гетьмана Станіслава Конєцпольського він називається «чужинцем москалем». Проте рід Кононовичів використовував шляхетський герб Радван, що нагадував татарську тамгу і вживався багатьма шляхетськими родинами татарського походження. Можливо, довший час служив в козацькому війську в Україні. В повстаннях козаків 1630-х не брав участі. Станіслав Конєцпольський вважав його «чоловіком добрим, спокійним, притім лицарським».
Напередодні повстання Павлюка 1637 року Кононович обіймав посаду переяславського полковника реєстрових козаків. У травні 1637 року, на річці Росаві, козацька старшина обрала його старшим (тобто гетьманом) Війська Запорозького реєстрового, знявши з цієї посади Василя Томиленка.
Займав пропольську позицію. Під час повстання Павлюка Кононович виступав на боці урядових сил. Він не зміг вчасно виконати наказ коронного гетьмана Станіслава Конєцпольського зібрати реєстр і прибути з ним до гетьманської квартири на Південному Бузі. В результаті в серпні 1637 року козаки-повстанці під проводом Карпа Скидана і Семена Биховця рушили на Україну і в жовтні дісталися Переяслава, де закріпилася реєстрова старшина разом із Кононовичем. Однак переяславські козаки схопили свого старшого і старшину й передали повстанцям. Заарештованих, включаючи Кононовича, відвезли до Чигирина і стратили за постановою козацької ради як зрадників. За даними польського дослідника В. Маєвського (1968 року), був розстріляний разом з військовим писарем Теодором Онушкевичем в Боровиці за вироком козацької ради, не був живим 17 вересня.